# Суд присяжных в Испании
Суд прися́жных в Испа́нии — существовавшая (с перерывом) примерно в 1820—1936 годах и созданная органическим законом о суде присяжных от 22 мая 1995 года форма уголовного судопроизводства в Испании. Органический закон о суде присяжных от 22 мая 1995 года отнёс к компетенции присяжных ряд уголовных преступлений и установил, что в состав коллегии входят 9 присяжных, которые наделены правом не только выносить решение о виновности подсудимого, но и назначать условное наказание и просить о помиловании подсудимого.

## История суда присяжных в Испании
Суд присяжных был создан в Испании законом о свободе печати от 22 октября 1820 года и первоначально рассматривал только преступления в сфере печати. После принятия конституции Испании 1868 года был принят уголовно-процессуальный кодекс от 22 декабря 1872 года, который отнёс к компетенции присяжных не только преступления по делам печати, но также политические преступления и некоторые тяжкие преступления. Затем был принят закон о присяжных заседателях от 20 апреля 1888 года. М. Примо де Ривера был противником суда присяжных, о чём написал королю. В итоге с 1923 года по 1930 год деятельность суда присяжных была приостановлена королевским декретом. Затем после падения режима Примо де Ривера суды присяжных были восстановлены. 12 сентября 1936 года Хунта национальной обороны Испании приостановила деятельность судов присяжных, указав, что присяжными манипулирует Национальный фронт. Взамен суда присяжных был создан суд, в котором совместно дела рассматривали профессиональные судьи и народные заседатели. Суд присяжных был восстановлен в Испании органическим законом о суде присяжных от 22 мая 1995 года.

## Состав дел, рассматриваемых присяжными
Органический закон о суде присяжных от 22 мая 1995 года отнёс к подсудности судов присяжных следующие уголовные преступления:
- Убийство;
- Угроза убийством;
- Неоказание помощи;
- Нарушение неприкосновенности жилища;
- Лесные поджоги;
- Ненадлежащее хранение документов;
- Подкуп;
- Оказание воздействия на должностных лиц;
- Хищение государственного имущества;
- Мошенничество и незаконное обложение налогами;
- Проведение государственными служащими незаконных сделок;
- Побег заключённых из-под охраны.

## Состав суда с участием присяжных
Суд с участием присяжных заседателей состоял из председательствующего и 11 присяжных: 9 основных присяжных и 2 запасных присяжных.

## Отбор кандидатов в присяжные
Органический закон о суде присяжных от 22 мая 1995 года установил, что присяжные должны быть совершеннолетними испанцами, уметь читать и писать, проживать рядом с муниципальным образованием провинции, где имело место преступление, а также не иметь физических и психических недостатков, которые препятствовали бы исполнению ими обязанностей присяжных. Было запрещено быть присяжными следующим лицам:
- Осуждённым за совершение умышленного преступления и не восстановленным в правах;
- Ответчикам и обвиняемым, по делу которых было назначено судебное заседание;
- Находящимся под арестом и отбывающим наказание за преступление;
- Отстранённым в ходе судопроизводства от работы или должности;
- Королю, членам королевской семьи, председателю правительства Испании, заместителям председателя правительства Испании, министрам, государственным секретарям, помощникам или заместителям секретаря, лицам, занимавшим высшие руководящие должности или приравненные к ним, директору Бюро переписи избирателей и его представителям в провинциях, председателю и заместителю председателя Банка Испании, депутатам, судьям и прокурорам, секретарям судебного заседания, лицам, работающим в ведомстве юстиции, сотрудникам органов судебной полиции, сотрудникам военных судов и военной прокуратуры, адвокатам, университетским преподавателям юридических дисциплин и судебной медицины, сотрудникам правоохранительных органов и дипломатам;
- Состоящим в родственных или иных отношениях с председательствующим, сотрудником прокуратуры, секретарём суда или адвокатом, участвующим в рассмотрении дела;
- Прямо или косвенно заинтересованные в результате дела.

Были установлены следующие этапы отбора кандидатов в присяжные:
- Последние 15 дней сентября каждого чётного года Бюро переписи избирателей на открытом заседании в заранее объявленном месте проводило выборку кандидатов в присяжные на 2 года;
- Затем Бюро переписи избирателей передавало список кандидатов в присяжные в суд провинции, который передавал его в мэрию, в официальный провинциальный орган для публикации, а также извещал кандидатов в присяжные. При этом кандидаты в присяжные, которые не соответствовали установленным законом требованиям, могли заявить протест судье об исключении их из списков присяжных. В случае удовлетворения протеста судья просил представительство Бюро переписи избирателей исключить этих кандидатов из списков присяжных и извещал заинтересованных лиц;
- Затем не позднее, чем за 30 дней до даты первого судебного заседания, известив прокуратуру и представителей сторон, судья, председательствующий в судебном заседании, отдавал секретарю судебного заседания распоряжение о проведении открытой выборки 36 кандидатов для рассмотрения каждого дела;
- Затем проводилось специальное судебное заседание, на котором рассматривались мотивированные отводы кандидатов в присяжные и самоотводы кандидатов в присяжные, на которое вызывали как стороны по делу, так и заявивших самоотвод кандидатов в присяжные.

Из 36 кандидатов в присяжные в день судебного заседания отбирались 11 присяжных: 9 основных присяжных и 2 запасных присяжных Они приносили присягу.

## Особенности рассмотрения дел с участием присяжных
В начале судебного заседания секретарь зачитывал обвинительный акт. Затем каждая сторона могла выступить с предварительным заявлением, изложив свою позицию. Присяжные были наделены правом в письменной форме задавать через председательствующего свидетелям, обвиняемым и экспертам вопросы, а также могли осматривать доказательства и в полном составе отправляться на место происшествия. Сначала рассматривались доказательства обвинения, а потом рассматривались доказательства защиты. После рассмотрения доказательств обвинения председательствующий мог по своей инициативе или по требованию защиты распустить коллегию присяжных, если считал, что доказательств обвинения недостаточно. Если председательствующий считал, что доказательств обвинения недостаточно в части предъявленных обвинений, то он в этой части выносил оправдательный приговор. Прокурор в любой момент мог отказаться от обвинения. В этом случае председательствующий распускал коллегию присяжных и выносил оправдательный приговор. После завершения судебных заседаний председательствующий вручал присяжным форму вердикта и давал указания по её заполнению. Председательствующий не мог говорить о результатах исследования доказательств, но мог заявить о незаконности доказательств. Голосование проходило в совещательной комнате. Решение в пользу подсудимого требовало 5 из 9 голосов, причём воздержавшийся считался голосом в пользу подсудимого. Решение против подсудимого требовало 7 из 9 голосов. Присяжные также могли решить не менее, чем 5 голосами из 9 голосов о назначении подсудимому условного наказания. Кроме того, присяжные не менее, чем 5 голосами из 9 голосов могли подать прошение о помиловании подсудимого.

## Обжалование приговора суда присяжных
Было установлено, что приговор суда присяжных мог быть обжалован в апелляционном порядке в палату трёх профессиональных судей Высшего суда правосудия, а вынесенное в апелляционном порядке определение Высшего суда правосудия могло быть обжаловано в кассационном порядке в Верховный суд Испании.